# Quantilly
Quantilly település Franciaországban, Cher megyében. Lakosainak száma 481 fő (2022. január 1.). Quantilly Achères, Menetou-Salon, Saint-Georges-sur-Moulon, Saint-Martin-d’Auxigny, Saint-Palais és Vignoux-sous-les-Aix községekkel határos.

## Népesség
A település népessége az elmúlt években az alábbi módon változott:
| Lakosok száma | 401  | 346  | 456  | 439  | 449  | 464  | 470  | 479  | 481  | 481  |
|               | 1968 | 1982 | 1990 | 2006 | 2013 | 2015 | 2017 | 2019 | 2020 | 2022 |